# Adoration des bergers
L'Adoration des bergers est un épisode relaté dans l'Évangile selon Luc (Lc 2:8-20) concernant la vie de Jésus et se déroulant après l'Annonce aux bergers de sa naissance. Il ne doit pas être confondu avec le suivant, appelé l'« Adoration des mages », laquelle est rapportée dans l'Évangile selon Matthieu (Mt 2, 1-12).

## Récit biblique
Les bergers proches du lieu de la Nativité (Bethléem), veillant comme de coutume auprès de leurs bêtes dans les champs, pour la nuit la plus longue de l'année (comme pour la plus courte), celles des solstices, sont informés les premiers, par les anges dans le ciel, de la venue du Sauveur. Ils se rendent à la crèche pour s'y prosterner devant l'Enfant Jésus et pour célébrer l’incarnation du tout-puissant roi des Cieux (Évangile selon Luc, 2).

## Iconographie chrétienne
Autour de la sainte Famille, soit la Vierge Marie, Joseph, l'Enfant Jésus nu dans son berceau ou sur la paille, les bergers se réunissent et célèbrent l'événement.
Certaines peintures représentent la Nativité, l'Annonce aux bergers, l'Adoration des bergers (voire celle des Rois mages) conjointement dans le même espace perspectif.
Un agneau peut être présenté à l'Enfant en présage symbolique de sa destinée : c'est la prescience de la Passion.

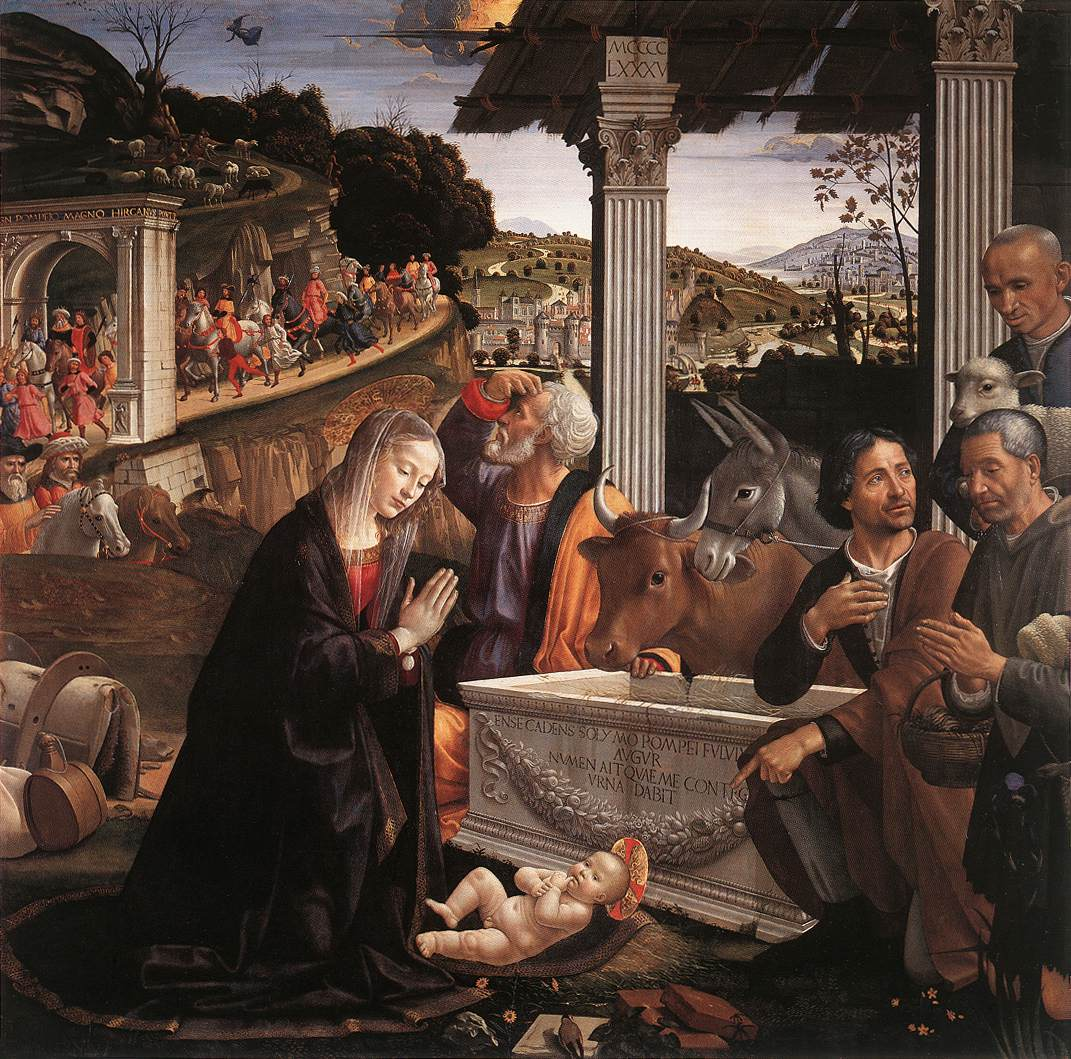
Adoration des bergers par Domenico Ghirlandaio (1485).
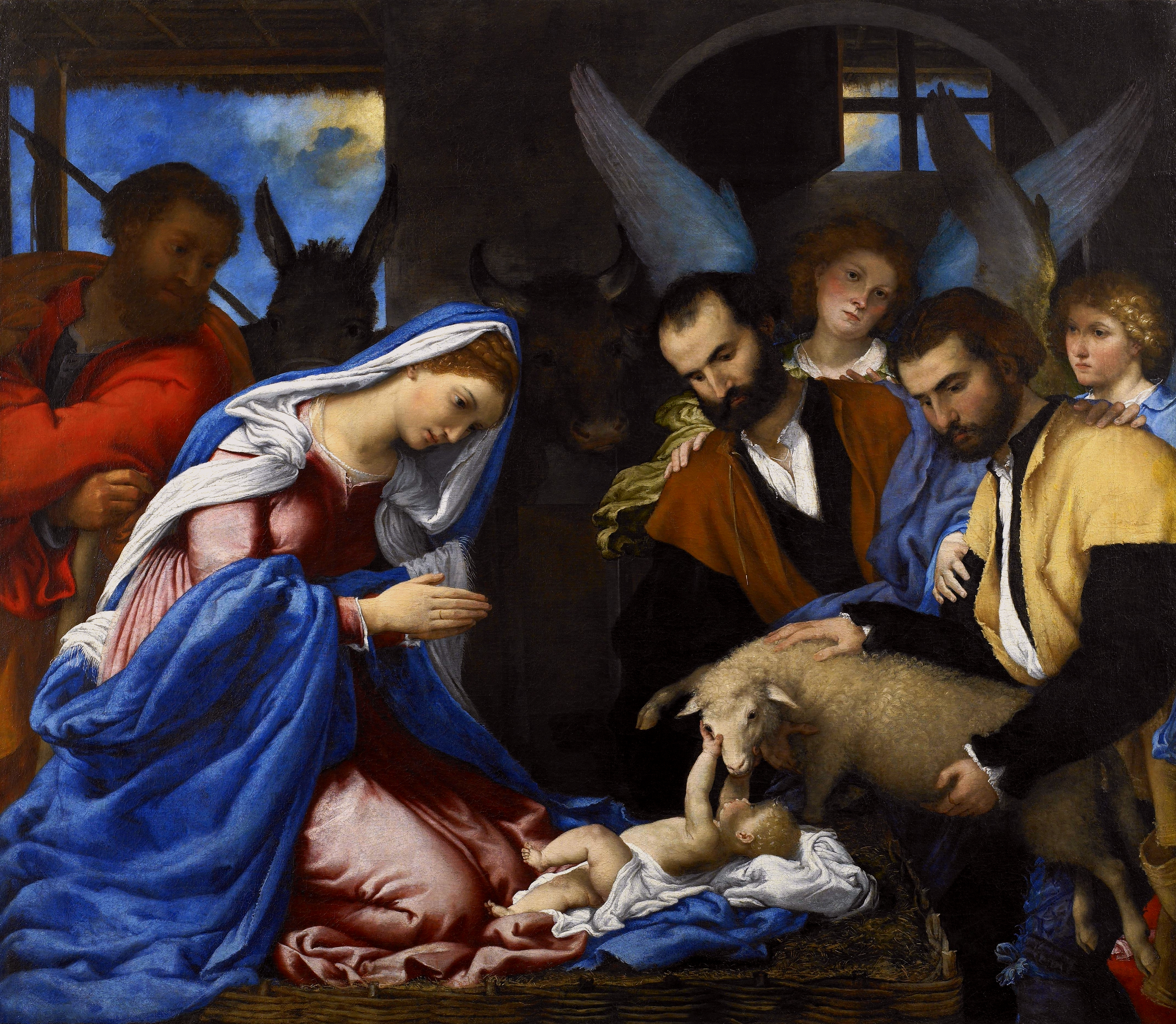
L'agneau du sacrifice dans L'Adoration des bergers par Lorenzo Lotto.
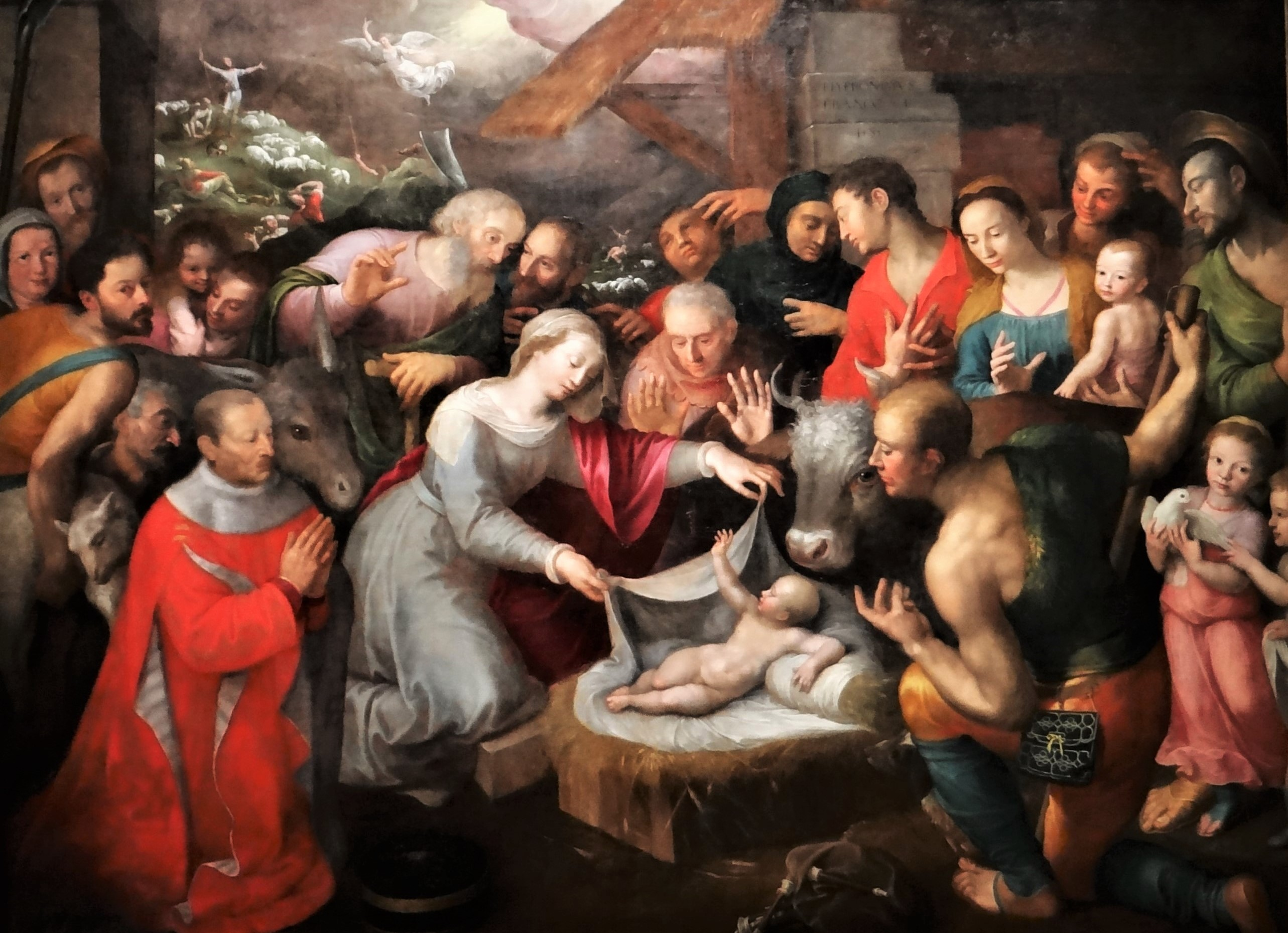
L'Adoration des bergers par Hieronymus Francken I, 1585 (cathédrale Notre-Dame de Paris)
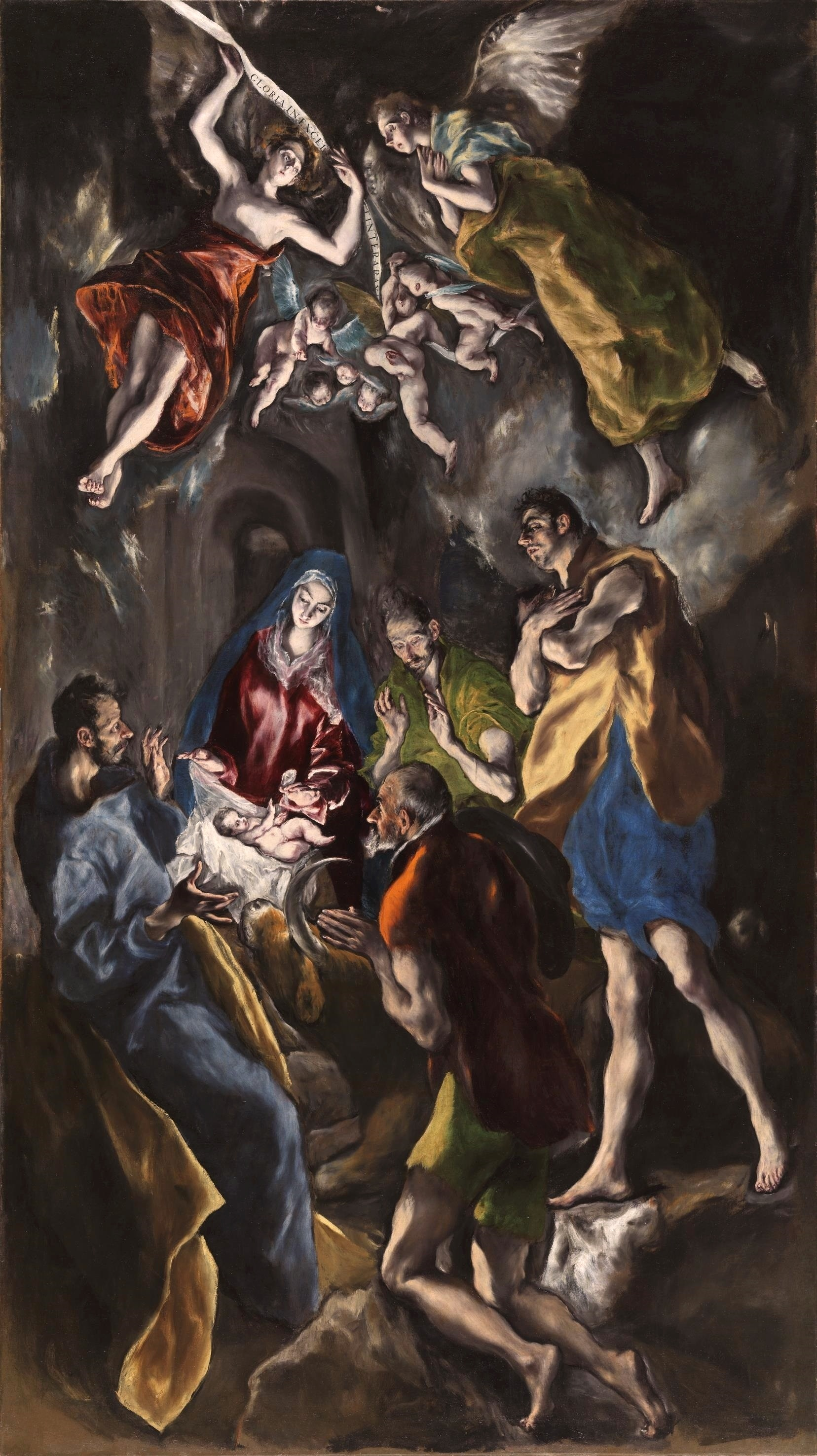
L'Adoration des bergers par Le Greco (1612-1614).
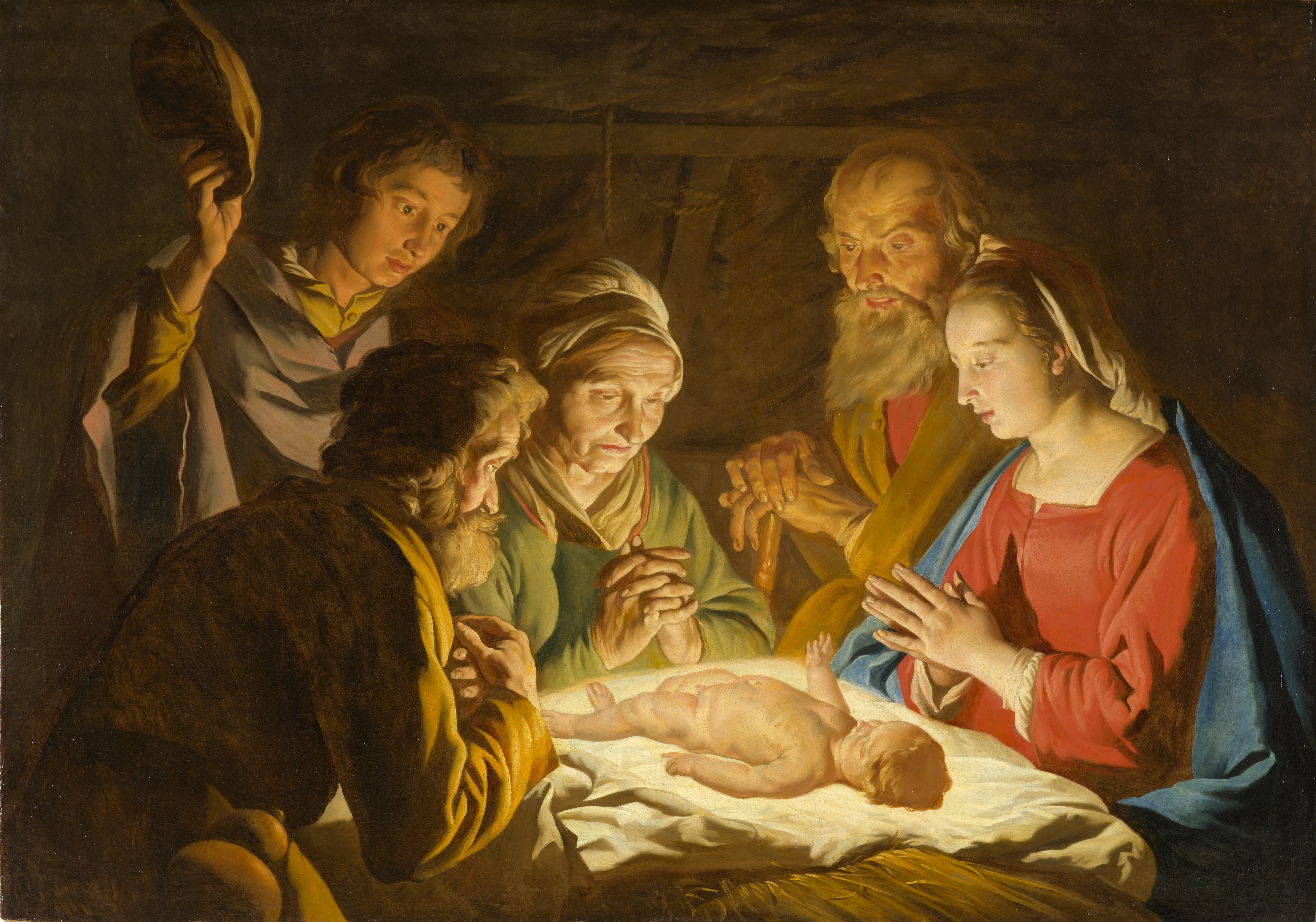
L'Adoration des bergers par Matthias Stom (vers 1635-1637).
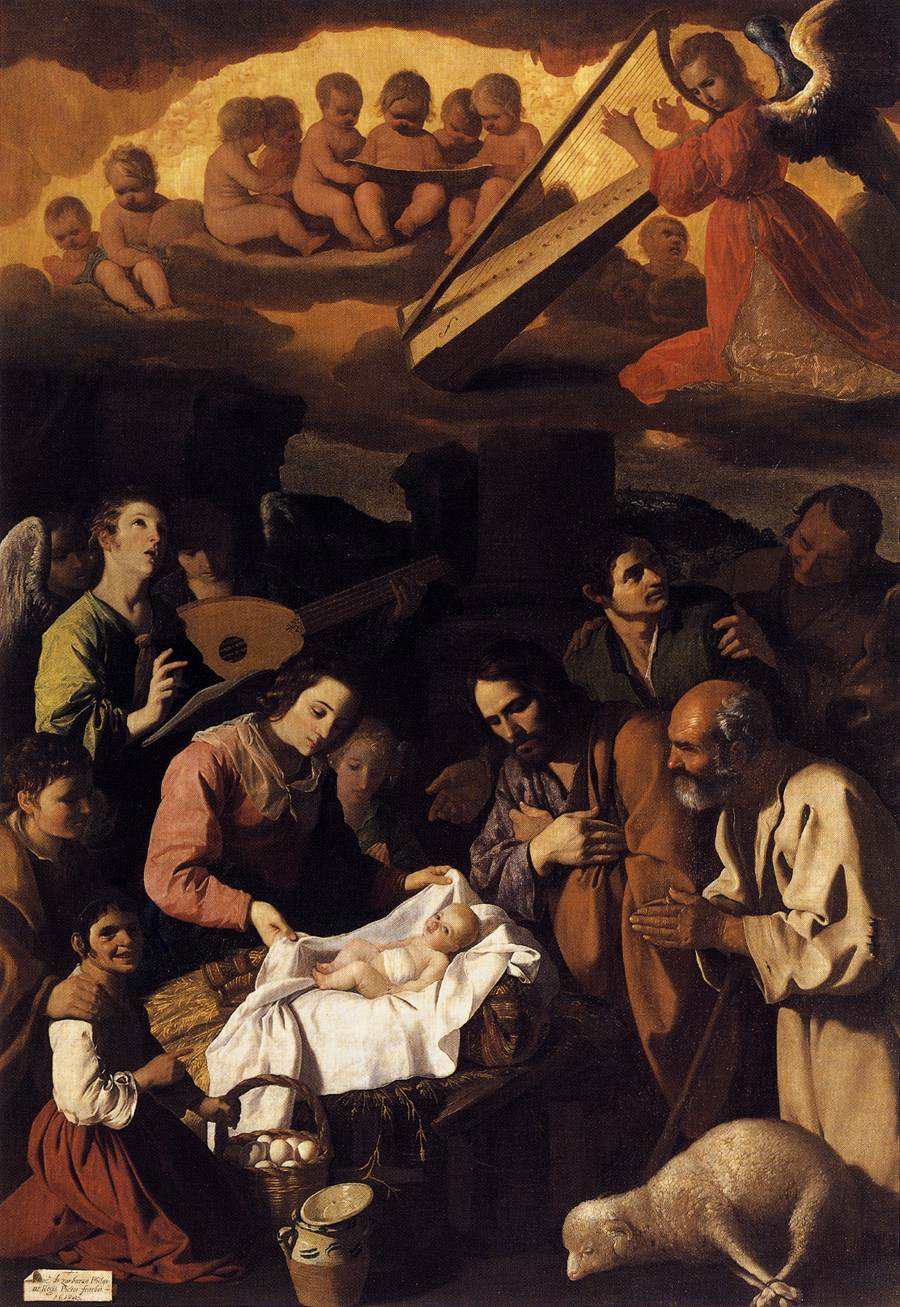
L'Adoration des bergers par Francisco de Zurbarán (1638-1639).
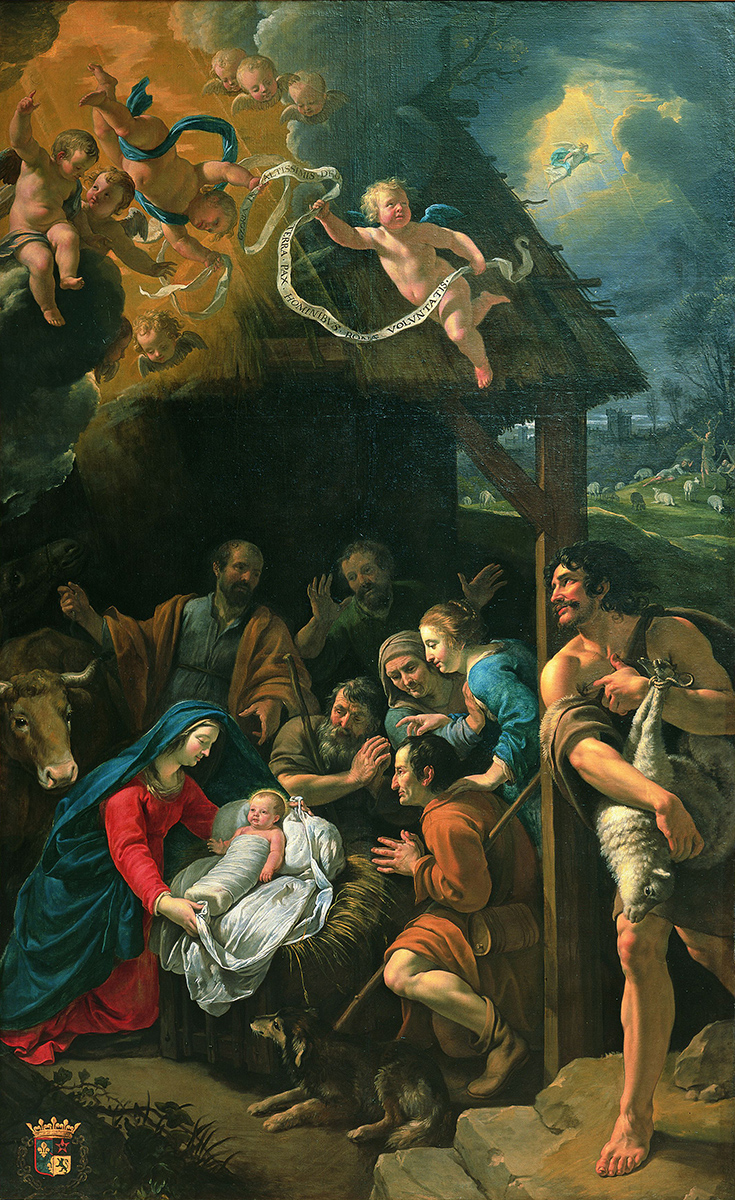
L'Adoration des bergers par Philippe de Champaigne.

### Quelques peintres majeurs du thème
- Pieter Aertsen : L'Adoration des bergers (vers 1555)
- Giotto di Bondone
- Andrea Mantegna (1455-1456)
- Giorgione (1477)
- Martin Schongauer (1475)
- Lorenzo Lotto
- Bramantino
- Bartolo di Fredi
- Bronzino
- Guido Reni
- Martin Schongauer
- Hugo van der Goes
- Le Pérugin
- Domenico Ghirlandaio, chapelle Sassetti.
- Le Corrège
- Le Greco : plusieurs, dont L'Adoration des bergers de 1612-1614
- Le Caravage
- Georges de La Tour
- Jacob Jordaens : plusieurs, dont L'Adoration des bergers du musée de Grenoble